# Кайбола (усадьба)
Усадьба Кайбола, усадьба Веймарна, усадьба Шемиота — старинная русская мыза, в разное время принадлежавшая таким дворянским родам как Роткирх, Веймарны и Шемиот. Расположена в Кингисеппском районе Ленинградской области, в деревне Кайболово.
Является памятником истории.

## История
С конца XVIII века мыза Кайбола принадлежала отставному секунд-майору, выходцу из лифляндских дворян, Адаму Карловичу Роткирху (1746–1797), женатому на Софье Абрамовне Ганнибал (1759–1802), дочери Абрама Ганнибала. Дочь Роткирхов — Надежда Адамовна (1782–1856), выйдя замуж за полковника Павла Леонтьевича Шемиота (1768–1859), решила устроить здесь усадьбу. Мыза расположилась напротив деревни Кайболы у дороги, соединяющей село Котлы с Нарвским трактом. При усадьбе был организован регулярный парк простой планировки: широкая продольная аллея пересекалась двумя или тремя поперечными. Восточная и северная границы усадьбы были обвалованы и по ним стеной высажены кусты акации; между аллеями разбили сады и огороды, поставили теплицы. Парк примыкал к барскому дому со службами.
После смерти Павла Леонтьевича усадьба перешла к его дочери — Ольге Шемиот, в замужестве Веймарн (1801–1879). Она в память о своих усопших родителях построила около пруда часовню.
Согласно материалам по статистике народного хозяйства Ямбургского уезда 1887 года, мыза Кайбола площадью 1085 десятин принадлежала генерал-лейтенанту Платону Александровичу Веймарну. Кузница и водяная мельница сдавались в аренду. Веймарн преобразил старую усадьбу, построил новый каменный барский дом, выкопал два пруда в северной окрестности усадьбы, по берегам высадил деревья, а через протоку между прудами перекинул мостики, а также соединил дорогой Кайболу с усадьбой Тютицы, принадлежавшей его сестре Надежде Александровне Блок.
Сохранилось детальное описание Кайболы из поверочной описи 1897 года: «Усадьба состоит из хорошего барского дома, множества хозяйственных строений, двух прудов, из коих один не замерзает, хороших огородов, сада и парка. Поля к югу от усадьбы ровны... Усадьба 10 десятин. Барский дом почти новый и содержится хорошо, дом с большим мезонином, балконами и террасами. Остальные постройки неновы, довольно запущены, подлежат ремонту или перестройке. Имение сдается в аренду. Из аренды выключен господский дом, огород, сад, хозяйственные постройки, т. е. 4 десятины с ценным домом, большим каменным ледником и хорошим огородом. Водяная мельница на реке Суме в аренде. Постоялый двор в 3/4 версты от усадьбы в аренде». Среди построек в документе были перечислены каменные: господский дом с двумя каменными и двумя деревянными пристройками, скотный двор, амбар, постоялый двор, мельница, ледник; деревянные: жилой флигель, рига, бани, навесы, сараи, кузница, дом для рабочих, молочня, конюшни.
К 1914 году в руках Веймарнов осталось 657 десятин земли из 1010 десятин, которые составляли усадьбу в 1796 году. После революции 1917 года поместье было национализировано.
По состоянию на начало XXI века, в усадьбе сохранился барский дом, руинированная часовня, незамерзающий напорный пруд, фрагмент парка с акацией, руина мельницы на реке Суме.